# Диалекты округа Матмата
Диале́кты о́круга Матма́та (также тамазигхт, шильха) — восточнозенетские диалекты зенетской группы северноберберской ветви берберо-ливийских языков, распространённые в Тунисе — в округе Матмата в юго-западной части вилайета Габес. Включают диалекты трёх бербероязычных селений: Тамезрета (Tamezret), Тауджута (Taoujjout) и Зрауа (Zeraoua), расположенных к юго-западу от центра округа — города Матмата.
Диалекты округа Матмата нередко рассматриваются как диалекты языка нефуса наряду с близкими им диалектами джерба (в южных районах принадлежащего Тунису острова Джерба в Средиземном море), зуара (в окрестностях города Зуара в муниципалитете Эн-Нугат-эль-Хумс в северо-западной части Ливии) и диалектами округа Южный Татавин (в юго-восточной части Туниса).

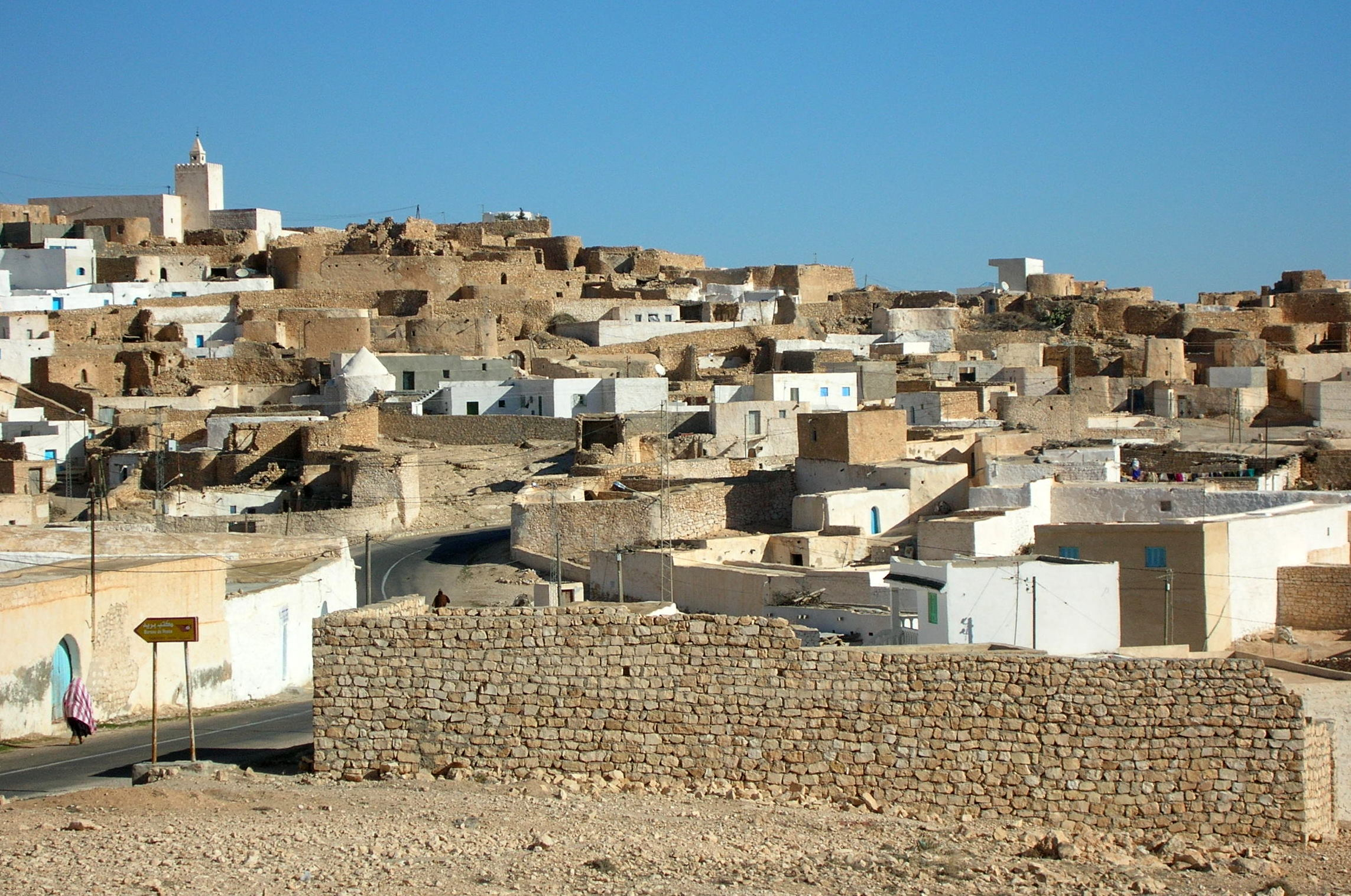
Селение Тамезрет

Арабы называют язык берберов — шильх (шильха), самоназвание — тамазигхт. Число говорящих на диалектах округа Матмата составляет около 3 тыс. чел. (1995). Носители берберских диалектов являются билингвами, большинство из них также говорит на арабском языке.
В классификации, опубликованной в справочнике языков Ethnologue, диалекты тамезрет, тауджут и зрауа (вместе с зуара, джерба, шенини и дуирет), объединяемые под названием шильха, входят в число диалектов языка нефуса восточнозенетской подгруппы зенетской группы языков. В то же время голландский лингвист М. Коссманн (Maarten Kossmann) включает диалекты округа Матмата и нефуса в разные языковые подгруппы, а французский лингвист Л. Суаг (Lameen Souag) отмечает значительные различия в характеристиках диалектов тунисских ксаров и ливийских диалектов языка нефуса. Диалекты нефуса в Ливии, по мнению А. Ю. Айхенвальд, по морфологии близки восточноберберским языкам. В классификации афразийских языков британского лингвиста Роджера Бленча (Roger Blench) диалекты тамезрет, тауджут и зрауа вместе с диалектами джерба, зуара, нефуса и вымершими сенед и тмагурт образуют восточнозенетский кластер. Зрауа перечисляется в ряду зенетских идиомов Туниса наряду с идиомами джерба и сенед в статье А. Ю. Айхенвальд «Зенетские языки» в лингвистическом энциклопедическом словаре.